# 牛元翼
牛元翼（?—823年），唐朝將領，河北趙州人，曾任深州刺史、山南東道節度使。
牛元翼為人資質果斷、有智謀，一開始擔任成德節度使王承宗的部下，王承宗用其計，稱雄於河北，牛元翼與傅良弼同冠於諸將。
821年，王承宗死，傳位弟弟王承元，承元歸順朝廷，改封義成節度使，唐穆宗敕命以田弘正為成德節度使，但是田弘正本為魏博節度使，多年來與成德作戰，成德士兵並不服氣，加上朝廷許諾給成德軍餉也遲撥，成德軍心思變，成德都知兵馬使王廷湊是王承元的誼親，於是起兵叛變，殺死田弘正，族滅之，株連弘正幕府官屬，共殺三百餘人，且發兵襲殺冀州刺史王進岌，王庭湊自封為留後，逼迫朝廷封自己為成德節度使。
魏博節度使李愬與牛元翼相約平定王廷湊，誰知李愬生病，未能前往，最後朝廷封牛元翼為成德節度使，攻擊廷湊；廷湊大怒，出兵包圍深州的牛元翼。此時朝廷任命田弘正之子田敦禮為魏博節度使，率兵三萬攻打王廷湊，但敦禮部下史憲誠發起兵變，逼迫敦禮自刎，史憲誠自稱為魏博留後，與王庭湊結盟，一起反抗唐朝。牛元翼被圍困，甚急，朝廷於是打起圓場，改牛元翼為山南東道節度使，皇帝並以韓愈為宣慰使，到深州宣慰，韓遊說王庭湊放過牛元翼，最後牛元翼得以单骑逃走。王廷凑杀盡了元翼的心腹將領臧平等一百八十人。
長慶三年（823年），山南東道節度使牛元翼得知臧平等百餘人被殺，憂憤而死。王廷凑在牛元翼死後，進而將牛家族滅。

## 延伸阅读
[在维基数据编辑]
 《新唐書·卷148》，出自《新唐書》